# Тульчинка
Тульчинка — річка в Україні, права притока р. Сільниця, басейн Південного Бугу. 
Протікає переважно на північний схід через с. Журавлівка, Капки, с. Мазурівка, м. Тульчин та с. Кинашів Тульчинського району Вінницької області. 
Впадає у р. Сільниця у м. Тульчин за 35 км від гирла. Довжина — 18 км. Площа басейну — 52 км², похил - 4,1 м/км.